# Kodži Morisaki
Kodži Morisaki (japonsky 森﨑 浩司, * 9. května 1981) je bývalý japonský fotbalista.

## Klubová kariéra
Hrával za Sanfrecce Hiroshima.

## Reprezentační kariéra
S japonskou reprezentací se zúčastnil Letních olympijských her 2004.